# Else Hammerich
Else Hammerich (født 7. september 1936 på Frederiksberg, død 20. marts 2021) var en dansk lærer, centerleder og politiker. Aktiv i Kampagnen mod Atomvåben. Lærer 1960-1971. Lektor på Blågård Seminarium 1971-1979. Medlem af Europa-Parlamentet for Folkebevægelsen mod EF 1979-1989. Medlem af Socialistisk Folkeparti i to korte perioder (1973 og 1992), men ellers udenfor partierne. Medstifter af Center for konfliktløsning, som hun var leder af 1994-1998. Derefter medarbejder på centret.